# ヨーク・レボリューション
ヨーク・レボリューション（York Revolution）は、プロ野球・アメリカ独立リーグのアトランティックリーグに所属する野球チーム。本拠地は、アメリカ合衆国ペンシルベニア州ヨーク。

## 歴史
2006年に創設され、チームのファン投票によってレボリューションのチーム名が決定した。
2007年から、アトランティックリーグで活動を開始している。
2010年、リーグ初優勝を果たした。

## 主な所属選手
- ルイス・ロペス（2007）
- 田中一徳（2007 - 2008）
- アーロン・マイエット（2008）
- トラビス・ヒューズ（2009）
- ピート・ローズ・ジュニア（2009）
- ティム・ハリッカラ（2009、2010）
- ジム・ハウザー（2010）
- フランクリン・グラセスキー（2010）
- ダミアン・モス（2010）
- マット・デサルボ（2010 - 2011、2014 - 2015）
- ジェイソン・ボッツ（2011）
- ブライアン・ネルソン（2011、2014）
- ビクター・ガラテ（2012）
- ライアン・フィアベンド（2012）
- ジェフ・フィオレンティーノ（2012 - 2013）
- イアン・トーマス（2012、2019）
- マーク・ティーエン（2013）
- ブレット・トムコ（2013）
- アンディ・マルテ（2013）
- ダラス・マクファーソン（2013）
- マイケル・ワーツ（2013 - 2014）
- エリック・パターソン（2013 - 2015）
- マーク・ヘンドリクソン（2014）
- ウィルソン・バルデス（2014 - 2015）
- アンソニー・レルー（2014 - 2015）
- ブラッド・バーゲセン（2015）
- ホセ・コンスタンザ（2015）
- レイソン・セプティモ（2015）
- トニー・ペーニャ（2015 - 2016）
- ジョシュ・ウィルソン（2016）
- マイカ・オーウィングス（2016）
- ジョエル・グスマン（2016）
- マニー・コーパス（2016）
- デイロン・ヴァローナ（2017）
- アレクシー・カシーヤ（2017 - 2019）
- ジョナサン・サンチェス（2018）
- ホセ・タバタ（2018）
- メルキー・メイサ（2018 - 2022）
- ロス・デトワイラー（2018、2019）
- シーザー・カブラル（2019）
- ジョシュ・スモーカー（2019）
- アレックス・サナビア（2021、2022）
- 乙坂智 （2023）
- リチャード・ウレーニャ（2023）
- アーロン・フレッチャー (2024)
- コルトン・ウェルカー (2024)